# Málkov (district de Beroun)
Pour les articles homonymes, voir Malkov.
Málkov (en allemand : Malkau) est une commune du district de Beroun, dans la région de Bohême-Centrale, en Tchéquie. Sa population s'élevait à 111 habitants en 2020.

## Géographie
Málkov se trouve à 10 km à l'est-nord-est de Žebrák, à 10 km au sud-sud-ouest de Beroun et à 31 km au nord de Prague.
La commune est limitée par Tmaň au nord, par Suchomasty à l'est et au sud, par Libomyšl au sud-ouest, et par Chodouň à l'ouest.

## Histoire
La première mention écrite de la localité date de 1548.